# Dolzflöte
Dolzflöte (wie „Dulzian“ von lateinisch dulcis „süß“), auch Dulzflöte, Dulcianflöte, Amorosa, Lieblichflöte bezeichnet eine im 17. Jahrhundert gebräuchliche zylindrische Blockflöte, die von der Seite angeblasen wurde. Des Weiteren werden (oben) offene Labialpfeifen im Register einer Orgel, die einen besonders sanften Klang haben, Dolzflöte genannt.
Im 19. Jahrhundert wurden teilweise Querflöten allgemein und auch Schnabelflöten als Dolzflöte bezeichnet. Flauto dolce ist der heute auf Italienisch gängige Begriff für Blockflöten, während mit dem französischen Begriff Flûte douce das Orgelregister gemeint ist.

## Bauform der Flöte
Da die Flöte über einen Kernspalt angeblasen wurde, zählt sie zu den Blockflöten; wegen der seitlichen Anblasöffnung wurde sie nicht ganz korrekt als Querflöte bezeichnet. Das Instrument besaß sieben Tonlöcher, wovon eines mit einer Klappe bedeckt war. Der Tonumfang betrug zwischen c′ und g′′′ zweieinhalb Oktaven.

## Orgelregister
Dolzflöten bei der Orgel sind zumeist aus Holz hergestellte, offene Labialpfeifen mit enger Mensur (enge zylindrische Bauform), die von einem Manual angesteuert werden. Ihre Länge beträgt im Register nach der für die Orgel üblichen Maßbezeichnung acht Fuß (etwa 2,4 Meter), was der normalen Tonhöhe C entspricht, seltener vier Fuß (etwa 1,2 Meter) entsprechend der Tonhöhe c eine Oktave höher. Die Bezeichnung Flûte douce ist ab Ende des 16. und im 17. Jahrhundert in Frankreich vereinzelt für eine weit mensurierte Flöte nachweisbar. Bei Michael Praetorius (1619) ist die Dolzflöte hingegen eine eng mensurierte überblasende Querflöte, wie sie von Friedrich Stellwagen 1659 für die Orgel der St.-Marien-Kirche in Stralsund gebaut wurde. Auch bei Andreas Werckmeister (1698) und im 19. Jahrhundert (bei den Söhnen von Johann Friedrich Schulze und bei Ernst Röver) ist sie eng mensuriert. Nach Christhard Mahrenholz (1929) bezeichnet sie eine lange offene Traversflöte von enger Mensur oder eine überblasende Flöte in 8′- oder 4′-Lage.
Ab dem Ende des 17. Jahrhunderts wurde Flûte douce in Nord- und Mitteldeutschland als Analogie zur Blockflöte verstanden und eine konische Bauweise in 8′- oder 4′-Lage bevorzugt. Mehrfach ist der Bau bei Arp Schnitger und im 18. Jahrhundert in Süddeutschland bezeugt. Parallel dazu findet sich ab dem 17. Jahrhundert eine Variante als gedeckte Blockflöte mit enger Mensur, die zunächst nördlich des Main Verbreitung fand und ab dem 18. Jahrhundert nach Süddeutschland und in die Niederlande vordrang. Die Dolzflöte wies in Einzelfällen Sonderformen mit Rohrflöte auf (so bei Andreas Schweimb und Aristide Cavaillé-Coll) oder wurde zweifach, gedreht, parallelwandig oder vor allem im deutschen Orgelbau ab den 1950er Jahren auch trichterförmig ausgeführt.